# إيدي كويجبرز
إيدي كويجبرز (14 أكتوبر 1914 – 12 أكتوبر 1992) هو مبارز بالسيف هولندي راحل، مثّل بلاده في الألعاب الأولمبية الصيفية 1948.

## روابط خارجية
إيدي كويجبرز على موقع أوليمبيديا (الإنجليزية)